# Britische Leichtathletik-Meisterschaften 2019
Die Britischen Leichtathletik-Meisterschaften 2019 (englisch British Athletics Championships 2019) wurden am 24. und 25. August im Alexander Stadium in Birmingham ausgetragen.
Die Meisterschaften dienten auch als Qualifikationswettbewerb (Trials) für das britische Team bei den Weltmeisterschaften 2019 in Doha. Automatisch nominiert werden die jeweils zwei bestplatzierten Athleten mit im vorgegebenen Qualifikationszeitraum (1. Oktober 2018–1. September 2019) erfüllter IAAF-Norm, verbliebene Startplätze können nach Ermessen des nationalen Verbandes British Athletics besetzt werden. Unabhängig davon bekommen die Titelverteidiger der Weltmeisterschaften 2017 und die Sieger der Diamond League 2019 vom Weltleichtathletikverband IAAF ein automatisches Startrecht. Für die meisten der im Rahmen der Meisterschaften nicht ausgetragenen Disziplinen (10.000 m, Marathon, 20 und 50 km Gehen) wurden andere Wettkämpfe als Trials festgelegt, über die Nominierungen in den Mehrkämpfen entscheidet der Verband.

## Medaillengewinner

### Männer
| Disziplin                     | Gold                 | Leistung     | Silber             | Leistung     | Bronze               | Leistung     |
| ----------------------------- | -------------------- | ------------ | ------------------ | ------------ | -------------------- | ------------ |
| 100 m (Wind: −1,9 m/s)        | Ojie Edoburun        | 10,18 s      | Adam Gemili        | 10,18 s      | Zharnel Hughes       | 10,18 s      |
| 200 m (Wind: −1,2 m/s)        | Adam Gemili          | 20,08 s      | Zharnel Hughes     | 20,25 s      | Miguel Francis       | 20,34 s      |
| 400 m                         | Matthew Hudson-Smith | 45,15 s      | Cameron Chalmers   | 45,84 s      | Rabah Yousif         | 46,32 s      |
| 800 m                         | Spencer Thomas       | 1:46,79 min  | Guy Learmonth      | 1:46,79 min  | Jamie Webb           | 1:46,84 min  |
| 1500 m                        | Neil Gourley         | 3:48,36 min  | Josh Kerr          | 3:48,51 min  | Jake Wightman        | 3:48,69 min  |
| 5000 m                        | Andrew Butchart      | 13:54,29 min | Marc Scott         | 14:01,48 min | Ben Connor           | 14:04,33 min |
| 110 m Hürden (Wind: −2,5 m/s) | David King           | 13,78 s      | Cameron Fillery    | 13,78 s      | Jake Porter          | 13,90 s      |
| 400 m Hürden                  | Jacob Paul           | 49,57 s      | David Greene       | 49,67 s      | Chris McAlister      | 49,80 s      |
| 3000 m Hindernis              | Zak Seddon           | 8:36,29 min  | Phil Norman        | 8:40,61 min  | Ieuan Thomas         | 8:44,09 min  |
| 5000 m Bahngehen              | Callum Wilkinson     | 18:41,23 min | Cameron Corbishley | 20:41,23 min | Tom Partington       | 22:07,03 min |
| Hochsprung                    | Allan Smith          | 2,25 m       | Chris Baker        | 2,22 m       | Tom Gale             | 2,22 m       |
| Stabhochsprung                | Harry Coppell        | 5,71 m       | Jax Thoirs         | 5,56 m       | Adam Hague           | 5,46 m       |
| Weitsprung                    | Tim Duckworth        | 7,92 m       | Dan Bramble        | 7,92 m       | Feron Sayers         | 7,82 m       |
| Dreisprung                    | Benjamin Williams    | 17,27 m      | Nathan Douglas     | 16,88 m      | Nathan Fox           | 16,47 m      |
| Kugelstoßen                   | Scott Lincoln        | 19,56 m      | Youcef Zatat       | 18,12 m      | Samuel Heawood       | 17,01 m      |
| Diskuswurf                    | Nicholas Percy       | 60,57 m      | Lawrence Okoye     | 58,84 m      | George Armstrong     | 57,67 m      |
| Hammerwurf                    | Nick Miller          | 76,31 m      | Taylor Campbell    | 74,63 m      | Osian Jones          | 73,89 m      |
| Speerwurf                     | Harry Hughes         | 75,11 m      | Joe Dunderdale     | 70,57 m      | Gavin Johnson-Assoon | 67,25 m      |

### Frauen
| Disziplin                     | Gold                  | Leistung     | Silber                    | Leistung     | Bronze           | Leistung     |
| ----------------------------- | --------------------- | ------------ | ------------------------- | ------------ | ---------------- | ------------ |
| 100 m (Wind: −0,9 m/s)        | Dina Asher-Smith      | 10,96 s      | Asha Philip               | 11,29 s      | Daryll Neita     | 11,30 s      |
| 200 m (Wind: −4,3 m/s)        | Jodie Williams        | 23,06 s      | Beth Dobbin               | 23,13 s      | Ashleigh Nelson  | 23,18 s      |
| 400 m                         | Laviai Nielsen        | 52,04 s      | Emily Diamond             | 52,39 s      | Zoey Clark       | 52,52 s      |
| 800 m                         | Shelayna Oskan-Clarke | 2:02,67 min  | Lynsey Sharp              | 2:02,79 min  | Alexandra Bell   | 2:02,87 min  |
| 1500 m                        | Sarah McDonald        | 4:22,94 min  | Jemma Reekie              | 4:23,41 min  | Dani Chattenton  | 4:26,03 min  |
| 5000 m                        | Eilish McColgan       | 15:21,38 min | Jessica Judd              | 15:35,82 min | Laura Weightman  | 15:36,73 min |
| 100 m Hürden (Wind: −1,6 m/s) | Cindy Ofili           | 13,09 s      | Alicia Barrett            | 13,40 s      | Yasmin Miller    | 13,40 s      |
| 400 m Hürden                  | Meghan Beesley        | 55,81 s      | Jessica Turner            | 56,06 s      | Jessie Knight    | 56,31 s      |
| 3000 m Hindernis              | Rosie Clarke          | 9:46,66 min  | Elizabeth Bird            | 9:46,95 min  | Aimee Pratt      | 9:53,24 min  |
| 5000 m Bahngehen              | Bethan Davies         | 21:56,45 min | Erika Kelly               | 24:39,08 min | Madeline Shott   | 25:33,67 min |
| Hochsprung                    | Morgan Lake           | 1,94 m       | Katarina Johnson-Thompson | 1,90 m       | Nikki Manson     | 1,84 m       |
| Stabhochsprung                | Holly Bradshaw        | 4,73 m       | Sophie Cook               | 4,36 m       | Lucy Bryan       | 4,25 m       |
| Weitsprung                    | Abigail Irozuru       | 6,86 m       | Shara Proctor             | 6,84 m       | Jazmin Sawyers   | 6,71 m       |
| Dreisprung                    | Naomi Ogbeta          | 13,87 m      | Angela Barrett            | 13,22 m      | Mary Fasipe      | 13,07 m      |
| Kugelstoßen                   | Sophie McKinna        | 17,97 m      | Amelia Strickler          | 17,09 m      | Divine Oladipo   | 16,38 m      |
| Diskuswurf                    | Kirsty Law            | 54,23 m      | Amy Holder                | 54,00 m      | Shadine Duquemin | 53,23 m      |
| Hammerwurf                    | Jessica Mayho         | 64,79 m      | Annabelle Crossdale       | 61,95 m      | Pippa Wingate    | 58,85 m      |
| Speerwurf                     | Laura Whittingham     | 52,39 m      | Emma Hamplett             | 51,01 m      | Bethan Rees      | 49,19 m      |